# 静岡県立庵原高等学校
静岡県立庵原高等学校（しずおかけんりつ いはらこうとうがっこう）は、かつて静岡県静岡市清水区蒲原にあった公立の高等学校。なお、旧制の庵原中学（現在の静岡県立清水東高等学校）との関連はない。

## 設置学科
- 普通科

　普通科には国公立大学進学希望者を対象にしたAクラスも設置
- 英語科

　2年の夏にはオーストラリアへホームステイをする。

## 所在地
- 〒421-3203 静岡県静岡市清水区蒲原5300-5

所在地の関係から、富士市など東部方面から通学する生徒も多かった。

## 沿革
- 1980年 - 開校。
- 2006年3月31日 - 蒲原町が静岡市に編入された。
- 2013年 - 静岡県教育委員会の学校再編計画により、静岡市立清水商業高等学校と新設合併されて、静岡市立清水桜が丘高等学校が開校。
- 2016年 - 旧校舎に静岡県埋蔵文化財センターが移転[1]。
- 2022年 - グラウンド跡地に「道の駅整備事業『トライアルパーク蒲原』」がオープン[2]。

※閉校後もロケ地として利用されており、『幕が上がる』や『神さまの言うとおり』などの撮影が行われている。

## 部活動
- 運動部
  - 野球、サッカー、陸上競技、バスケットボール、バレーボール、柔道、卓球、水泳、テニス
- 文化部
  - 吹奏楽、報道、美術、茶華道、書道、生活研究

## 著名な出身者
- くぼたまこと（漫画家）
- 加藤貴子（女優）